# A-234
Le A-234 est un agent innervant organophosphoré de la série « novitchok » développée en URSS dans le cadre du programme Foliant. C'est l'un des composés révélés en 1995 et 2008 par Vil Mirzayanov,,. Cette molécule agit comme anticholinestérase, c'est-à-dire comme inhibiteur des cholinestérases, notamment des acétylcholinestérases, enzymes qui catalysent l'hydrolyse de l'acétylcholine CH3COOCH2CH2N+(CH3)3, un neurotransmetteur, en choline HOCH2CH2N+(CH3)3 et en ion acétate CH3COO−.
En mars 2018, l'ambassadeur de Russie au Royaume-Uni, Alexandre Iakovenko, affirme avoir été informé par les autorités britanniques que le A-234 a été identifié comme étant l'agent novitchok utilisé pour l'empoisonnement de Sergueï et Ioulia Skripal à Londres le 4 mars 2018.  
Plusieurs structures du A-234 ont été proposées. Outre celle divulguée par Mirzayanov, des experts occidentaux comme Steven L. Hoenig et D. Hank Ellison ont proposé une molécule sensiblement différente à partir des informations recueillies à travers la littérature soviétique de l'époque, avec notamment deux atomes de chlore et un atome de fluor supplémentaires. Ces molécules ont été validées comme anticholinestérases,,, cependant Mirzayanov affirme qu'un certain nombre d'agents innervants à l'efficacité réduite ont été publiés dans la littérature scientifique soviétique officiellement dans le cadre de recherches sur des pesticides organophosphorés afin de camoufler le programme de recherche militaire sur ces agents neurotoxiques en le présentant comme un programme de recherche civil sur les pesticides.
En outre, la présence d'un groupement moutarde (chloroéthyle) et oxime de chlorofluorophosgène (sur cette molécule) laisse supposer une arme polyvalente, à la fois neurotoxique, irritante, urticante, vesicante, et cytotoxique.